# منطقه ۵ (قطر)
منطقه ۵ یک منطقهٔ مسکونی در قطر است که در دوحه (شهرداری) واقع شده‌است. منطقه ۵ ۰٫۲ کیلومتر مربع مساحت و ۲٬۰۸۶ نفر جمعیت دارد.